# Roodbuikklauwier
De roodbuikklauwier (Telophorus cruentus; synoniem: Rhodophoneus cruentus) is een zangvogel uit de familie Malaconotidae (bosklauwieren).

## Verspreiding en leefgebied
Deze soort komt voor in oostelijk Afrika en telt vier ondersoorten:
- T. c. kordofanicus: het westelijke deel van Centraal-Soedan.
- T. c. cruentus: noordoostelijk Soedan, Eritrea en noordelijk Ethiopië.
- T. c. hilgerti: van Ethiopië en Somalië tot noordelijk en oostelijk Kenia.
- T. c. cathemagmenus: zuidelijk Kenia en noordoostelijk Tanzania.

## Status
De grootte van de populatie is niet gekwantificeerd maar de soort wordt omschreven als schaars tot plaatselijk algemeen. Op de Rode lijst van de IUCN heeft deze soort de status niet bedreigd.